# Orqungmut Kangertiva

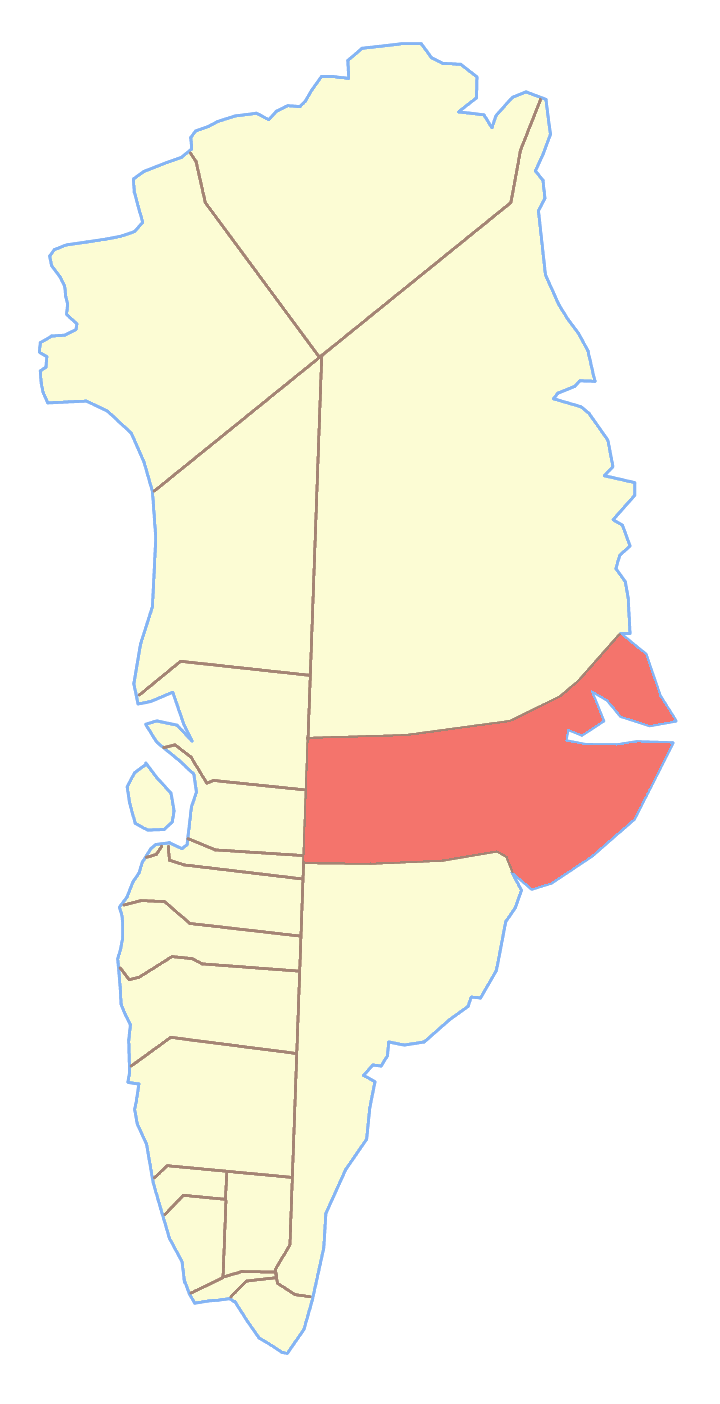
Ex comune di Ittoqqortoormiit, dove si trovava l'Orqungmut Kangertiva

L'Orqungmut Kangertiva (danese Gåsefjord) è un fiordo della Groenlandia di 110 km. Si trova a 70°05'N 27°30'O; appartiene al comune di Sermersooq.